# ロシアのサッカー選手一覧
ロシアのサッカー選手一覧（ロシアのサッカーせんしゅいちらん）は、ロシア出身のサッカー選手の一覧である。Category:ロシアのサッカー選手も参照。
この項目はCategoryではないので、記事の無い選手については赤リンクや仮リンク、簡単な説明の併記なども可能。

## ポジション

### GK
- イゴール・アキンフェエフ
- ヴィアチェスラフ・マラフェエフ
- ウラジミール・ガブロフ
- セルゲイ・リジコフ

### DF
- ヴァシリ・ベレズツキ
- レナト・ヤンバエフ
- セルゲイ・イグナシェヴィッチ
- アレクセイ・ベレズツキ
- デニス・コロディン
- ロマン・シロコフ
- アレクサンドル・アニュコフ

### MF
- ドミトリ・トルビンスキ
- イヴァン・サエンコ
- セルゲイ・セマク
- オレグ・イワノフ
- ディニャル・ビリャレトディノフ
- コンスタンティン・ジリャノフ
- ユーリ・ジルコフ
- イゴール・セムショフ
- ウラジミール・ビストロフ
- イゴール・デニソフ
- アラン・ジャゴエフ
- デニス・グルシャコフ
- ロマン・ヴォロビオフ
- エフゲニ・アルドニン
- パヴェル・ママエフ

### FW
- ロマン・アダモフ
- アンドレイ・アルシャヴィン
- パヴェル・ポグレブニャク
- ロマン・パヴリュチェンコ
- ドミトリ・シチェフ
- エフゲニ・サヴィン
- アレクサンドル・プルドニコフ
- ニキタ・バゼノフ
- アレクサンドル・ケルジャコフ